# Czerwone neurony
Czerwone neurony – powstają w uszkodzeniach spowodowanych niedotlenieniem i niedokrwieniem prowadzących do martwicy neurocytów.
W preparatach barwionych H-E pojawia się nasilona eozynofilia cytoplazmy („czerwone neurony”), a ponadto zagęszczenie materiału jądrowego (pyknoza), utrata barwliwości jąder (karyolysis). W komórkach dochodzi do utraty rybonukleoprotein cytoplazmatycznych oraz denaturacji białek szkieletu.